# Schollberg
Der Schollberg (2570 m ü. M.) ist ein Berg in der Nähe von St. Antönien. Er ist für einfache Ski- bzw. Snowboardtouren und im Sommer als Wanderziel bekannt.

## Aufstieg im Winter
- Am einfachsten ist der Aufstieg von Partnun dem Tällibach folgend über die Engi bis zum Tälli (2222 m). Von dort aus via das Silbertälli auf den Gipfel. Im Winter ist der vorgelagerte, mit 2543 m 27 m tiefere Nordausläufer des Schollbergs meist das Ziel, da von dort aus nach Norden und zurück durch das Silbertälli beste Abfahrten warten.
- Von Gargellen aus führt im Winter eine reizvolle Tour über die Breit Furgga (2429 m) und das Silbertälli ebenfalls zum Gipfel.